# Nebriagonum
Nebriagonum is een geslacht van kevers uit de familie van de loopkevers (Carabidae). De wetenschappelijke naam van het geslacht is voor het eerst geldig gepubliceerd in 1952 door Darlington.

## Soorten
Het geslacht Nebriagonum omvat de volgende soorten:
- Nebriagonum arboreum Darlington, 1952
- Nebriagonum cephalum Darlington, 1952
- Nebriagonum foedum Darlington, 1971
- Nebriagonum percephalum Darlington, 1952
- Nebriagonum subcephalum Darlington, 1952
- Nebriagonum transitior Darlington, 1952
- Nebriagonum transitum Darlington, 1952